# 桐原村 (滋賀県)
桐原村（きりはらむら）は、滋賀県蒲生郡にあった村。現在の近江八幡市の南西部、日野川の沿岸、東海道本線（琵琶湖線）・篠原駅の周辺にあたる。

## 地理
- 河川：日野川

## 歴史
- 1889年（明治22年）4月1日 - 町村制の施行により、中小森村・八木村・森尻村・古川村・安養寺村・池田村・東村・竹村の区域をもって発足。
- 1954年（昭和29年）3月31日 - 八幡町・岡山村・金田村・馬淵村が合併して近江八幡市が発足。同日桐原村廃止。

## 交通

### 鉄道路線
- 日本国有鉄道
  - 東海道本線
    - 篠原駅

駅名は当初建設予定であった野洲郡篠原村から採られている。